# Eccellenza Marche 2020-2021
Il campionato italiano di calcio di Eccellenza Marche 2020-2021 è il trentesimo organizzato in Italia. Rappresenta il quinto livello del calcio italiano.

## Squadre Partecipanti
| Club                      | Città                          | Stadio                            | Stagione precedente      |
| ------------------------- | ------------------------------ | --------------------------------- | ------------------------ |
| Anconitana                | Ancona                         | Stadio del Conero                 | 2° in Eccellenza Marche  |
| Atletico Azzurra Colli    | Colli del Tronto (AP)          | Stadio Comunale Colle Vaccaro     | 12° in Eccellenza Marche |
| Atletico Gallo Colbordolo | Colbordolo di Vallefoglia (PU) | Stadio Papa Giovanni XXIII        | 3° in Eccellenza Marche  |
| Biagio Nazzaro            | Chiaravalle (AN)               | Stadio Comunale                   | 1° in Promozione/A       |
| Calcio Atletico Ascoli    | Ascoli Piceno                  | Centro Sportivo "Picchio Village" | 1° in Promozione/B       |
| Fabriano Cerreto          | Fabriano e Cerreto d'Esi (AN)  | Stadio Comunale Mirco Aghetoni    | 13° in Eccellenza Marche |
| Fossombrone 1949          | Fossombrone (PU)               | Stadio Comunale                   | 6° in Eccellenza Marche  |
| Grottammare               | Grottammare (AP)               | Stadio Comunale "Filippo Pirani"  | 14° in Eccellenza Marche |
| Jesina Calcio             | Jesi (AN)                      | Stadio Pacifico Carotti           | 18° in Serie D/F         |
| LMV Urbino 1921           | Urbino (PU)                    | Stadio Montefeltro                | 4° in Promozione/A       |
| Marina Calcio             | Marina di Montemarciano (AN)   | Stadio Comunale Le Fornaci Marina | 9° in Eccellenza Marche  |
| Montefano Calcio          | Montefano (MC)                 | Stadio Comunale Dell'immacolata   | 5° in Eccellenza Marche  |
| Porto d'Ascoli            | San Benedetto del Tronto (AP)  | Stadio Ciarrocchi Porto D'ascoli  | 4° in Eccellenza Marche  |
| San Marco Servigliano     | Servigliano (FM)               | Stadio Comunale Settimi           | 15° in Eccellenza Marche |
| Sangiustese               | Monte San Giusto (MC)          | Stadio Comunale Montegranaro      | 15° in Serie D/F         |
| Urbania                   | Urbania (PU)                   | Stadio Comunale Principale        | 8° in Eccellenza Marche  |
| Valdichienti Ponte        | Corridonia e Morrovalle (MC)   | Stadio Comunale Villa San Filippo | 10° in Eccellenza Marche |
| Vigor Senigallia          | Senigallia (AN)                | Stadio Goffredo Bianchelli        | 7° in Eccellenza Marche  |

## Classifica
|  | Pos. | Squadra                   | Pt | G | V | N | P | GF | GS | DR |
|  | ---- | ------------------------- | -- | - | - | - | - | -- | -- | -- |
|  | 1.   | Marina                    | 10 | 5 | 3 | 1 | 1 | 4  | 2  | +2 |
|  | 2.   | Vigor Senigallia          | 8  | 4 | 2 | 2 | 0 | 8  | 3  | +5 |
|  | 3.   | Biagio Nazzaro            | 8  | 5 | 2 | 2 | 1 | 5  | 3  | +2 |
|  | 4.   | Atletico Azzurra Colli    | 8  | 5 | 2 | 2 | 1 | 9  | 8  | +1 |
|  | 5.   | Fossombrone 1949          | 8  | 5 | 2 | 2 | 1 | 6  | 5  | +1 |
|  | 6.   | Atletico Gallo Colbordolo | 7  | 5 | 2 | 1 | 2 | 9  | 8  | +1 |
|  | 7.   | Atletico Ascoli           | 7  | 5 | 2 | 1 | 2 | 6  | 6  | 0  |
|  | 8.   | Urbania                   | 6  | 3 | 2 | 0 | 1 | 1  | 1  | 0  |
|  | 9.   | San Marco Servigliano     | 6  | 4 | 2 | 0 | 2 | 1  | 1  | 0  |
|  | 11.  | Valdichienti Ponte        | 6  | 5 | 1 | 3 | 1 | 0  | 0  | 0  |
|  | 12.  | Fabriano Cerreto          | 5  | 5 | 1 | 2 | 2 | 0  | 0  | 0  |
|  | 10.  | Porto d'Ascoli            | 5  | 5 | 1 | 2 | 2 | 0  | 0  | 0  |
|  | 13.  | Anconitana                | 5  | 4 | 1 | 2 | 1 | 1  | 2  | -1 |
|  | 14.  | Sangiustese               | 4  | 3 | 1 | 1 | 1 | 0  | 1  | -1 |
|  | 15.  | Jesina                    | 4  | 4 | 1 | 1 | 2 | 0  | 1  | -1 |
|  | 16.  | Grottammare               | 3  | 5 | 0 | 3 | 2 | 1  | 3  | -2 |
|  | 17.  | Montefano                 | 2  | 3 | 0 | 2 | 1 | 1  | 3  | -2 |
|  | 18.  | Urbino                    | 1  | 3 | 0 | 1 | 2 | 2  | 4  | -2 |

Legenda:
      Promossa in Serie D 2021-2022.
      Retrocessa in Promozione 2021-2022.
Regolamento:
Tre punti a vittoria, uno a pareggio, zero a sconfitta.

## Risultati

### Tabellone
|                           | ANC  | AZC  | AGC  | BNA  | CAS  | FCE  | FOS  | GRO  | JES  | LMV  | MAR  | MON  | PDA  | SMS  | SGI  | URB  | VAL  | VSE  |
| ------------------------- | ---- | ---- | ---- | ---- | ---- | ---- | ---- | ---- | ---- | ---- | ---- | ---- | ---- | ---- | ---- | ---- | ---- | ---- |
| Anconitana                | –––– | -    | -    | -    | -    | -    | -    | -    | -    | -    | -    | -    | -    | -    | -    | -    | -    | -    |
| Atletico Azzurra Colli    | -    | –––– | -    | -    | -    | -    | -    | 1-0  | -    | -    | -    | -    | -    | -    | -    | -    | -    | -    |
| Atletico Gallo Colbordolo | -    | -    | –––– | -    | -    | -    | -    | -    | -    | -    | -    | -    | -    | -    | -    | -    | -    | -    |
| Biagio Nazzaro            | -    | -    | 3-1  | –––– | -    | -    | -    | -    | -    | -    | -    | -    | -    | -    | -    | -    | -    | -    |
| Atletico Ascoli           | -    | -    | -    | -    | –––– | -    | -    | -    | -    | -    | -    | -    | -    | -    | -    | -    | -    | -    |
| Fabriano Cerreto          | -    | -    | -    | -    | -    | –––– | -    | -    | -    | -    | -    | -    | -    | -    | -    | -    | -    | -    |
| Fossombrone               | -    | -    | -    | -    | -    | -    | –––– | -    | -    | -    | -    | 1-1  | -    | -    | -    | -    | -    | -    |
| Grottammare               | -    | -    | -    | -    | -    | -    | -    | –––– | -    | -    | -    | -    | -    | -    | -    | -    | -    | -    |
| Jesina                    | -    | -    | -    | -    | -    | 1-1  | -    | -    | –––– | -    | -    | -    | -    | -    | -    | -    | -    | -    |
| Urbino                    | -    | -    | -    | -    | -    | -    | -    | -    | -    | –––– | -    | -    | -    | -    | 0-1  | -    | -    | -    |
| Marina                    | 1-0  | -    | -    | -    | -    | -    | -    | -    | -    | -    | –––– | -    | -    | -    | -    | -    | -    | -    |
| Montefano                 | -    | -    | -    | -    | -    | -    | -    | -    | -    | -    | -    | –––– | -    | -    | -    | -    | -    | -    |
| Porto d'Ascoli            | -    | -    | -    | -    | -    | -    | -    | -    | -    | -    | -    | -    | –––– | -    | -    | -    | 0-0  | -    |
| San Marco Servigliano     | -    | -    | -    | -    | -    | -    | -    | -    | -    | -    | -    | -    | -    | –––– | -    | -    | -    | -    |
| Sangiustese               | -    | -    | -    | -    | -    | -    | -    | -    | -    | -    | -    | -    | -    | -    | –––– | -    | -    | -    |
| Urbania                   | -    | -    | -    | -    | 2-1  | -    | -    | -    | -    | -    | -    | -    | -    | -    | -    | –––– | -    | -    |
| Valdichienti Ponte        | -    | -    | -    | -    | -    | -    | -    | -    | -    | -    | -    | -    | -    | -    | -    | -    | –––– | -    |
| Vigor Senigallia          | -    | -    | -    | -    | -    | -    | -    | -    | -    | -    | -    | -    | -    | 2-0  | -    | -    | -    | –––– |

## Sospensione e ripresa a due gironi
In seguito al protrarsi della pandemia di COVID-19 in Italia, il campionato è stato sospeso a ottobre 2020. In seguito la Federazione Italiana Giuoco Calcio ha disposto la ripresa del campionato ad aprile 2021 con partecipazione facoltativa, senza retrocessioni, senza playoff e con un'unica promozione in Serie D e nessuna penalizzazione per le squadre non partecipanti. Dodici squadre hanno scelto di partecipare al torneo e sono state suddivise in due gironi. La vincente di ogni girone affronterà in casa la seconda dell'altro girone in una partita secca (con eventuali tempi supplementari e rigori in caso di parità); le vincenti delle semifinali si affronteranno poi per la finale che determinerà la vittoria del campionato di Eccellenza Marche 2020-2021 e la promozione in Serie D.

### Classifica Girone A
|  | Pos. | Squadra                   | Pt | G  | V | N | P | GF | GS | DR |
|  | ---- | ------------------------- | -- | -- | - | - | - | -- | -- | -- |
|  | 1.   | Fossombrone 1949          | 21 | 10 | 6 | 3 | 1 | 14 | 7  | +7 |
|  | 2.   | Atletico Gallo Colbordolo | 19 | 10 | 5 | 4 | 1 | 16 | 11 | +5 |
|  | 3.   | Ancona                    | 18 | 10 | 5 | 3 | 2 | 11 | 8  | +3 |
|  | 4.   | Jesina                    | 11 | 10 | 3 | 2 | 5 | 8  | 10 | -2 |
|  | 5.   | Montefano                 | 7  | 10 | 1 | 4 | 5 | 6  | 15 | -9 |
|  | 6.   | Vigor Senigallia          | 5  | 10 | 1 | 2 | 7 | 13 | 17 | -4 |

### Classifica Girone B
|  | Pos. | Squadra                | Pt | G  | V | N | P | GF | GS | DR |
|  | ---- | ---------------------- | -- | -- | - | - | - | -- | -- | -- |
|  | 1.   | Porto d'Ascoli         | 18 | 10 | 5 | 3 | 2 | 11 | 6  | +5 |
|  | 2.   | Atletico Ascoli        | 18 | 10 | 5 | 3 | 2 | 17 | 11 | +6 |
|  | 3.   | Valdichienti Ponte     | 16 | 10 | 5 | 1 | 4 | 11 | 11 | 0  |
|  | 4.   | Sangiustese            | 11 | 10 | 2 | 5 | 3 | 8  | 10 | -2 |
|  | 5.   | Grottammare            | 11 | 10 | 3 | 2 | 5 | 9  | 11 | -2 |
|  | 6.   | Atletico Azzurra Colli | 8  | 10 | 2 | 2 | 6 | 8  | 15 | -7 |

### Semifinali
|                  | Risultati    |                       | Luogo e data                             |
| ---------------- | ------------ | --------------------- | ---------------------------------------- |
| Fossombrone 1949 | 2-0          | Atletico Ascoli       | Fossombrone, 13 giugno 2021              |
| Porto d'Ascoli   | 2-1 (d.t.s.) | Atl. Gallo Colbordolo | San Benedetto del Tronto, 13 giugno 2021 |

### Finale
|                  | Risultati |                | Luogo e data         |
| ---------------- | --------- | -------------- | -------------------- |
| Fossombrone 1949 | 0-1       | Porto d'Ascoli | Jesi, 20 giugno 2021 |
|                  |           |                |                      |